# Xenia Derjinskaïa

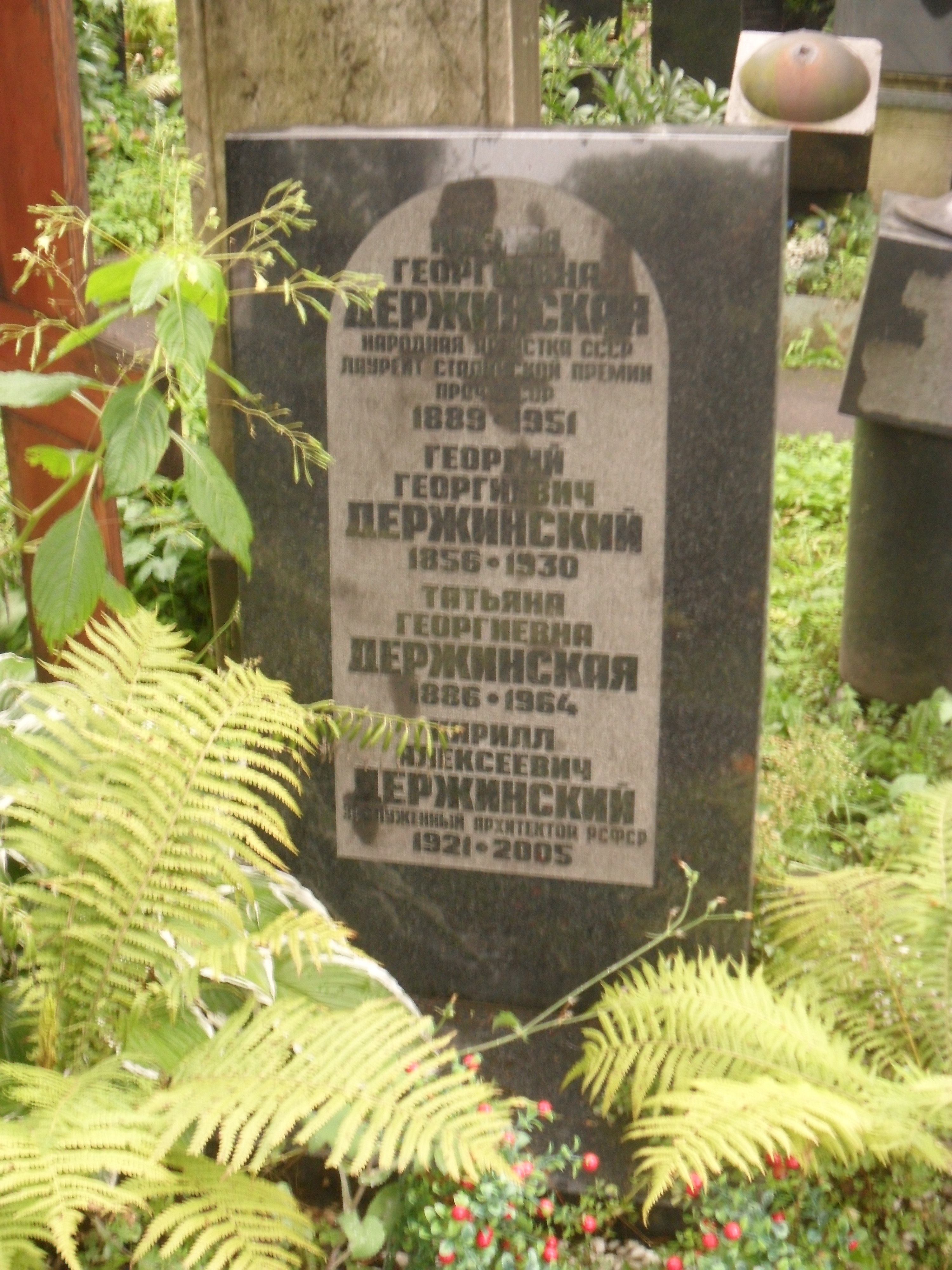
Tombe de Derjinskaïa au cimetière de Novodevitchi.

Xenia Guéorguievna Derjinskaïa (en russe : Ксения Георгиевна Держинская), née en 1889 à Kiev, et morte le 9 juin 1951 à Moscou, est une artiste lyrique et professeur de musique soviétique. Elle a le titre honorifique d'Artiste du peuple de l'URSS, elle est aussi récipiendaire du prix Staline (1943), de l'ordre de Lénine, de l'ordre du Drapeau rouge du Travail ainsi que de la médaille du Mérite au travail de la Grande Guerre patriotique.

## Biographie
Elle a étudié le chant à Kiev, et de 1913 à 1915 a chanté à l'Opéra de Moscou Narodny Dom. Elle était soliste au Théâtre Bolchoï de 1915 à 1948, et a été grandement influencée par Constantin Stanislavski et le chef d'orchestre Václav Suk (en).